# Роберто Беллароса
Робе́рто Белла́роса (нар. 23 серпня 1994 року, Ванз, Бельгія) — бельгійській співак італійського походження.
16 листопада 2012 року був оголошений представником Бельгії на пісенному конкурсі Євробачення 2013. 18 грудня була оголошена конкурсна пісня — «Love Kills». У фіналі співак посів дванадцяте місце.

## Дискографія
- 2012 — «Ma voie»